# Europa Mare
Europa Mare se referă la ideea unei Europe extinse și dezvoltate. Acest termen se referă la o Europă care trece de granițele tradiționale, incluzând țări trans-Eurasiatice sau cele apropiate cu o puternică conexiune europeană.

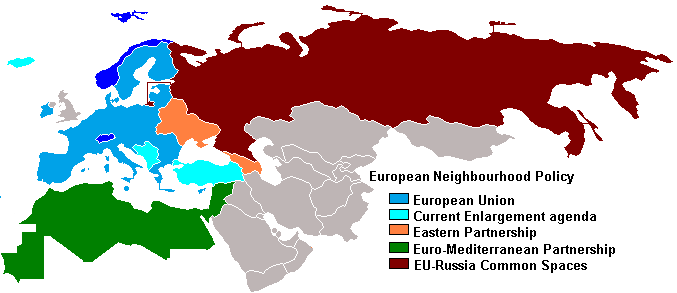
Inițiativele locale ale UE; posibile viitoare state membre, PEV; Parteneriatul Estic, Uniunea Mediteraneană și relațiile dintre UE și Rusia

S-ar putea să fie legată de viitoare planuri de extindere și integrare a Uniunii Europene, până în punctul federalizării Eurosferei, , cu pretextul de a "reunifica" Europa după revoluțiile de la 1989.